# II. Vszevolod kijevi nagyfejedelem
II. Vszevolod Olgovics (oroszul: Всеволод Ольгович), (kb. 1084 – 1146. augusztus 1.) kijevi nagyfejedelem 1139-től haláláig.

## Csernyigovi fejedelemsége
Oleg Szvjatoszlavics (1052–1115) csernyigovi fejedelem legidősebb fiaként, II. Szvjatoszláv kijevi nagyfejedelem unokájaként született. 1111-ben más orosz fejedelmekkel együtt részt vett a kunok elleni hadjáratban. 1115-től kezdődően Novgorod Szeverszkijnek volt a részfejedelme. 
1127-ben Vszevolod elűzte Csernyigovból a saját nagybátyját, Jaroszláv Szvjatoszlavicsot, aki Msztyiszláv nagyfejedelemhez fordult segítségért. Mivel az korábban a kereszt megcsókolásával esküdött a védelmére, sereggel vonult Vszevolod ellen. Vszevolod azonban rokonságukra való hivatkozással (a nagyfejedelem lányát vette feleségül), de főleg Kurszk és Poszemje városok átengedésével meggyőzte őt, így megtarthatta Csernyigovot, Jaroszláv pedig a muromi fejedelemséggel vigasztalódhatott. 
Jaropolk nagyfejedelem idején Vszevolod becsatlakozott a Vlagyimir Monomah fiai és a unokaöccseik, a Msztyiszlavicsok közötti fegyveres konfliktusba az utóbbiak oldalán. Kun zsoldosokkal megerősítve, Vszevolod Kijev ellen vonult és 1135-ben a Szupoj folyónál legyőzte a nagyfejedelem seregét. A békéért cserébe visszakövetelte a korábban átadott Kurszkot és Poszemjét. A csernyigoviak presztízsének növekedését jelzi, hogy 1136-ban a novgorodiak elkergették addigi fejedelmüket és Vszevolod fivérét, Szvjatoszlávot hívták meg uralkodónak. Novgorod ekkor szakadt el a Kijevi Rusztól és vezetett be egy sajátos államformát, a feudális köztársaságot.

## Kijevi nagyfejedelemsége
1138-ban újból fegyvert fogott Kijev ellen, amikor a nagyfejedelem blokád alá vette Novgorodot, hogy kikényszerítse Szvjatoszláv eltávolítását. Jaropolknak azonban sikerült a többi orosz fejedelem nagy részét a maga oldalára állítani, sőt II. Béla magyar királytól is jelentős segítséget kapott. Miután ostrom alá vették Csernyigovot, Vszevolod kénytelen volt békét kérni. 1139 februárjában azonban Jaropolk meghalt és utódját, Vjacseszlávot a csernyigovi fejedelem néhány héttel később minden különösebb nehézség nélkül lemondásra kényszerítette. 
Vszevolod ügyes politikus módjára kijátszotta egymás ellen a Monomah-fiakat és a Msztyiszlavicsokat, mindkét táborral elismertetve nagyfejedelemségét és trónját erősítette a kunokkal kötött szövetsége is. 1139-ben visszaültette Szvjatoszlávot a novgorodi trónra, ő azonban 1141-ben inkább otthagyta a forrongó várost, amely aztán Monomah hatodik fiának, Jurij Dolgorukijnak a befolyása alá került és annak fia, Rosztyiszláv lett a fejedelem. Vszevolod ezt nem tűrte és hadat üzent Jurijnak: a konfliktusban sajátos módon Jurij oldalán Vszevolod testvérei, míg a nagyfejedelemmel szövetségben Jurij unokaöccsei (a Msztyiszlavicsok) harcoltak. Vszevolod bizonyos volhíniai és csernyigovi városok átadásával megbékítette fivéreit és a visszaszerzett Novgorodot Szvjatoszláv Msztyiszlavicsnak adta át.   
1144-ben a függetlenedni vágyó Vlagyimirkó halicsi fejedelem ellen indított hadjáratot. A konfliktus nemzetközi méretűvé terebélyesedett, amikor Vszevolodot II. Ulászló lengyel fejedelem, míg Vlagyimirkót II. Géza magyar király is megsegítette. Halics vereséget szenvedett és 1400 grivna (kb. 250 kg ezüst) hadisarcot fizetett. 1145-ben a kijevi csapatok viszonozták II. Ulászló segítségét annak IV. Boleszlávval való konfliktusában. 
1146-ban kiújultak a harcok Haliccsal, Vszevolod sikertelenül ostromolta Zvenyigorodot, majd miután visszatért Kijevbe, augusztus 1-én, 62 éves korában meghalt. Utódaként öccsét, Igor Olgovicsot nevezte meg, akit azonban rövidesen letaszítottak a trónról. 

## Családja
Vszevolod 1116-ban feleségül vette Msztyiszláv későbbi nagyfejedelem Agafja (†1179) nevű lányát. Gyermekeik:
- Szvjatoszláv (kb 1123 - 1194), kijevi nagyfejedelem
- Jaroszláv (1139 – 1198), csernyigovi fejedelem
- Anna, feleségül ment Iván Vaszilkovics halicsi fejedelemhez
- Zvenyiszlava-Anasztázia (†1155-60 között), feleségül ment Hosszú Boleszló sziléziai herceghez
- ismeretlen nevű lány, feleségül ment Ulászló brünni herceghez

## Fordítás
- Ez a szócikk részben vagy egészben  a(z)   Всеволод Ольгович című orosz Wikipédia-szócikk ezen változatának fordításán alapul.  Az eredeti cikk szerkesztőit annak laptörténete sorolja fel. Ez a jelzés csupán a megfogalmazás eredetét és a szerzői jogokat jelzi, nem szolgál a cikkben szereplő információk forrásmegjelöléseként.